# Derecho de la seguridad social
El Derecho de la seguridad social es el conjunto de leyes y principios que regula la rama de la política social y económica del país, que a través de determinadas instituciones, busca proteger a sus miembros cuando sufren estados de necesidad, producidos por determinadas contingencias sociales, asegurándoles condiciones de vida, salud, y trabajo socialmente suficientes, implementando así los derechos humanos a la seguridad social y a un nivel de vida adecuado.
Ya en 1819, Simón Bolívar hizo referencia a «seguridad social» en su discurso ante el Congreso de Angostura, al decir que «el sistema de gobierno más perfecto es aquel que produce mayor suma de felicidad posible, mayor suma de seguridad social y mayor suma de estabilidad política».

## Evolución histórica
La Seguridad Social de la forma que actualmente la conocemos se ubica durante el siglo pasado. Sin embargo, muchas de sus instituciones tienen su origen histórico en épocas previas:
- Roma:

Los collegia romanos que reunían a personas que ejercían un mismo oficio, fueron verdaderas sociedades de socorros mutuos, cubriendo algunas contingencias como las derivadas de las enfermedades o muerte de sus miembros.
- Edad Media:

En un inicio surgieron las guildas, instituciones de origen germánico cuyo objetivo era la ayuda mutua y fraternal.
- siglo XIII y XIV:

Se forjan las primeras cofradías cuya misión era la asistencia y previsión de sus miembros.
- siglo XVI:

Surgen las hermandades de socorros, en que se comienza a dar forma a la noción de seguro y constituyen el antecedente de las actuales mutualidades o sociedades de socorro mutuos.
- siglo XVIII:

Se crean los montes de piedad o montepíos, destinados al sector público y militar, con el fin de proteger a las viudas y huérfanos de los militares.
- siglo XIX:

El canciller alemán Bismarck, con su programa social entre 1883 y 1889, crea en Alemania los primeros seguros sociales de carácter obligatorio (ley de seguro de enfermedad, ley de accidente del trabajo y ley sobre seguro de invalidez y vejez).
- siglo XX:

En 1924 Chile dicta la ley 4054 sobre Seguro obrero obligatorio de enfermedades e invalidez y la ley 4055 sobre indemnizaciones por accidentes del trabajo, asumiendo el Estado un rol activo en esta materia. El año siguiente se crea la Caja de Previsión de Empleados Particulares.
En 1941 el Reino Unido, preocupado por el tema del desempleo, solicitó a una comisión presidida por Lord Beveridge un estudio para una reforma del sistema de seguros sociales vigente a esa fecha. El informe se conoció con el nombre del Informe Beveridge, y dio nacimiento a leyes de subsidios familiares, la ley sobre accidente del trabajo, la ley sobre seguros sociales, etc.

## Características
El derecho de la seguridad social se caracteriza por ser un derecho reciente, pues es una rama jurídica de reciente aparición que evolucionó rápidamente en un corto período de tiempo, a partir de las circunstancias históricas que marcaron al derecho laboral, y que se solía estudiar dentro de este. El desarrollo de los planes de seguridad social recién se produjo después de la Segunda Guerra Mundial.
Es fundamentalmente de origen estatal y a menudo de origen profesional. Que sea de origen estático deriva de que la índole y alcance de los derechos y obligaciones instituidas, sumado a las instituciones cuya creación es de suma importancia para la consecución de aquellos, hace necesaria la regulación por ley. Si bien —a pesar de ser un derecho de origen legislativo— admite en cierta medida la presencia de los convenios colectivos, estos solo lo son si están dentro del marco de lo dispuesto por la ley. O sea, a diferencia del derecho laboral, en el derecho de la seguridad social no existe el mismo grado de pluralidad de fuentes que aquel.
Es un derecho con tendencia unificadora, vinculados con una serie de principios caracterizadores de la seguridad social.
Es un derecho con tendencia hacia la internacionalización, pues al igual que con el derecho laboral, el derecho de la seguridad social busca “la equiparación internacional de los niveles de protección logrados por medios de los sistemas de seguridad social”. Esto encuentra su importancia en que “existe la necesidad de que los servicios prestados en un país sean reconocidos en el país en donde se produce el riesgo, para que la persona pueda moverse de un territorio a otro sin el temor de la pérdida de los beneficios otorgados por la seguridad social”. A tal fin, a menudo se suscriben tratados internacionales entre dos o más estados, reconociéndose los años de servicio prestados en uno en el o los otros.

## Funciones
Protección del individuo.
Los integrantes de la sociedad, a quienes les afecta una contingencia, deben ser asistidos a través de la ayuda social. Las contingencias sociales son hechos que provocan estados de necesidad, es decir, condiciones de incapacidad del sujeto dentro de su medio social o de escasez de bienes y servicios suficientes para una subsistencia moderada.
Protección de la sociedad a partir de la promoción de cada uno de sus integrantes.
Función económica, redistribuyendo la riqueza.
Democratización económica, que se traduce en cohesión social, estabilidad política y paz social.

## Principios

### Principio de universalidad objetiva
Deben cubrirse todas las contingencias sociales y riesgos que influyen en la comunidad, con prescindencia de la fuente de los hechos o de las circunstancias que les den fundamento.

### Principio de universalidad subjetiva
Todos los sujetos deben integrar el sistema de seguridad social sin distinción alguna, contribuyendo a su soporte y quedando amparados por el mismo en caso de un riesgo o contingencia supervinientes. Es decir, la seguridad social tiene como objetivo la protección de todas las personas que integran una sociedad.

### Principio de igualdad
Está obligada a brindar igual cobertura a todos los individuos si están en igual circunstancias.

### Principio de suficiencia o integridad
Dice relación con que las prestaciones deben ser capaces de cubrir la respectiva contingencia social y apta de superar el estado de necesidad. No obstante, se afirma que no debe ser igual sino que inferior, pues de lo contrario desmotiva la reincorporación a la vida activa.

### Principio de unidad
Se traduce en que el régimen debe ser pleno, o sea, debe haber un eje de mando único, jerarquizado y administrativo, con el fin de facilitar la organización y disminuir gastos. Este principio es reprochado por algunos autores, debido a que cada contingencia necesita un procedimiento especial por una organización experta.

### Principio de legalidad
El sistema de seguridad social es público y en la gran mayoría de los ordenamientos jurídicos está amparado por la Constitución o por la Ley. Al respecto, la recomendación 202 de la OIT establece este principio para los miembros suscritos a la recomendación en su literal b del artículo 3: Reconociendo la responsabilidad general y principal del Estado de poner en práctica la presente Recomendación, los Miembros deberían aplicar [el] derecho a las prestaciones prescrito por la legislación nacional.

## La seguridad social como derecho humano
Conforme dice el preámbulo de la Recomendación N.º 202 de la OIT sobre los pisos de protección social de 2012, el derecho a la seguridad social es un derecho humano que, junto con la promoción del empleo, es una necesidad económica y social para el desarrollo y el progreso; una herramienta importante para prevenir y reducir la pobreza, la desigualdad, la exclusión social y la inseguridad social, para promover la igualdad de oportunidades, la igualdad de género y la igualdad racial y para apoyar la transición del empleo informal al empleo formal; y una inversión en las personas que potencia su capacidad para adaptarse a los cambios de la economía y del mercado de trabajo, y que los sistemas de seguridad social actúan como estabilizadores sociales y económicos automáticos, ayudan a estimular la demanda agregada en tiempos de crisis y en las etapas posteriores, y ayudan a facilitar la transición hacia una economía más sostenible.

## Partes de la disciplina

### Asistencia social
Es la especialidad de la seguridad social que tiene por objeto la íntegra cobertura de los estados de necesidad para la población según el principio de la universalidad.

### Prestación familiar
Disciplina que se ocupa de los beneficios que conceden el Estado con relación a la protección del grupo familiar, como las asignaciones familiares.

### Seguro social
Régimen jurídico que tiene por objeto enfrentar los estados de necesidad a través del pago de cotizaciones cubiertas por el asegurado. Entraña un sistema de seguridad social «contributivo», o sea, se tiene acceso a él por el hecho de encontrarse en el estado de necesidad respectivo y haber cotizado de manera previa.

### Servicio social
Disciplina de la seguridad social que fomenta, procesa, reglamenta y concede beneficios adicionales o complementarios a las prestaciones generales que adquieren determinados trabajadores como resultado de sus condiciones convencionales de trabajo.

## Normas internacionales
- Recomendación N.º 67 de la OIT sobre la seguridad de los medios de vida, de 1944.[10]
- Convenio internacional de trabajo N.º 102 de la OIT sobre la seguridad social (norma mínima), de 1952.[11]
- Recomendación N.º 202 de la OIT sobre los pisos de protección social, de 2012.[9]